# Arley Dinas
Arley Dinas (sinh ngày 16 tháng 5 năm 1974) là một cầu thủ bóng đá người Colombia.

## Đội tuyển bóng đá quốc gia Colombia
Arley Dinas thi đấu cho đội tuyển bóng đá quốc gia Colombia từ năm 1995 đến 2004.

## Thống kê sự nghiệp
| Đội tuyển bóng đá Colombia | Đội tuyển bóng đá Colombia | Đội tuyển bóng đá Colombia |
| Năm                        | Trận                       | Bàn                        |
| -------------------------- | -------------------------- | -------------------------- |
| 1995                       | 2                          | 0                          |
| 1996                       | 0                          | 0                          |
| 1997                       | 0                          | 0                          |
| 1998                       | 0                          | 0                          |
| 1999                       | 1                          | 0                          |
| 2000                       | 13                         | 0                          |
| 2001                       | 5                          | 0                          |
| 2002                       | 3                          | 0                          |
| 2003                       | 0                          | 0                          |
| 2004                       | 5                          | 0                          |
| Tổng cộng                  | 29                         | 0                          |